# Еліза Феррейра
Еліза Марія да Коста Гімараес Феррейра (порт. Elisa Maria da Costa Guimarães Ferreira; нар. 17 жовтня 1955, Порту) — португальський політик, економіст, міністр охорони довкілля (1995—1999) і міністр із питань планування (1999—2001) в уряді Антоніу Гутерреша. Віцегубернатор Банку Португалії з вересня 2017 року по листопад 2019 р. Депутат Європарламенту від Соціалістичної партії як частини Партії європейських соціалістів у 2004—2016 рр.
З 1 грудня 2019 р. єврокомісар від Португалії в комісії фон дер Ляєн. Стала першою португальською жінкою, висунутою на посаду єврокомісара.